# SS Politician
 (décembre 2022).
Si vous disposez d'ouvrages ou d'articles de référence ou si vous connaissez des sites web de qualité traitant du thème abordé ici, merci de compléter l'article en donnant les références utiles à sa vérifiabilité et en les liant à la section « Notes et références ».
Le SS Politician était un navire de charge lancé en 1923 et qui a chaviré le long de la côte des Hébrides sur l'île de Eriskay le 4 février 1941. 
Son chargement contenait 22 000 caisses de whisky et une valeur de 3 millions de livres sterling sous forme de billets jamaïcains. La majorité de l'alcool fut récupérée par les habitants de l'île en vertu des lois maritimes sur les naufrages.
Ce mémorable naufrage et le « sauvetage » consécutif de la cargaison (la douane britannique finit par pétarder l'épave à la dynamite pour décourager les pillards) fut le thème d'un roman de Compton Mackenzie adapté au cinéma par les studios d'Ealing sous le titre Whisky à gogo.